# Knjiga Kasnejšega Hana
Knjiga Kasnejšega Hana ali Zgodovina Kasnejšega Hana (kitajsko 後漢書,  Hou Hanšu) je ena od kitajskih Štiriindvajsetih zgodovin in pokriva zgodovina dinastije Han od leta 6 do 189. Obdobje je znano tudi kot Kasnejši ali Vzhodni Han. Knjigo je zbral Fan Je s sodelavci v 5. stoletju med vladavino dinastije Lju Song, pri čemer je uporabil številne starejše zgodovine in vire.  

## Ozadje
Leta 23 n. št. je bil med kmečkim uporom, znanim kot rdeče obrvi,  strmoglavljen Vang Mang, uradnik in uzurpator dinastije Han. Njegov padec je pomenil ločnico med zgodnjo (ali zahodno) dinastijo Han in kasnejšo (ali vzhodno) dinastije Han.  
Knjiga je nenavadna, ker je bila dokončana več kot dvesto let po padcu dinastije. Glavni Fan Jejev vir je bil Dongguan Han Dži (東觀漢記, Zapisi Hana vzhodne lože), ki je bil napisan med samo dinastijo Han.

## Vsebina
Knjiga je del štirih zgodnjih zgodovinopisij kanona Štiriindvajsetih zgodovin, med katere spadajo tudi Zapisi velikega zgodovinarja, Knjiga Hana in Zapisi treh kraljestev. Fan Je je za pisanje uporabil starejše zgodovine, vključno s pripovedmi Sime Čjana in Ban Guja ter mnogo drugih. Večina del ni ohranjenih v celoti. 
Razdelek Razprava o zahodnih regijah je temeljil na poročilu, ki ga je sestavil Ban Jong in ga predstavil cesarju Anu iz Hana okoli leta 125. V besedilo so verjetno vključeni zapiski njegovega očeta Ban Čaoja. Knjiga Kasnejšega Hana vsebuje 88 poglavij, v nekaterih izdajah pa 118 poglavij, in je ključni vir kulturnih in družbeno-ekonomskih podatkov o zahodnih regijah, vključno z najzgodnejšimi poročili o Dakinu (Rimsko cesarstvo) in nekaj najbolj podrobnimi zgodnjimi poročili o Indiji in Srednji Aziji. Vsebuje nekaj omemb dogodkov, ki so se zgodili po smrti cesarja Ana, vključno s kratkim poročilom o prihodu prvih uradnih odposlancev iz Rima leta 166.
Fan Je sam jasno pravi, da podatki o zahodnih regijah v veliki meri temeljijo na podatkih iz Ban Jongovega poročila: 
"Ban Gu je podrobno zapisal lokalne razmere in običaje vsakega kraljestva v prejšnji knjigi [Knjiga Hana ali Zgodovina prejšnje dinastije Han]. Zdaj pa se poročila iz obdobja Džjianvu [25-56],  zapisana v 'Poglavju o zahodnih regijah', razlikujejo od prejšnjih [Ban Gujevih]. So iz Ban Jongovega poročila [predstavljenega] ob koncu [vladavine] cesarja Ana [107-125] in tako naprej."

### Letopisi (紀)
| #                  | Naslov                     | Prevod                                                          | Komentar |
| ------------------ | -------------------------- | --------------------------------------------------------------- | --- |
| Zvezek 1 (1. del)  | 卷一上 光武帝紀 第一上     | Letopisi cesarja Guangvuja                                      | Cesar Guangvu iz Hana |
| Zvezek 1 (2. del)  | 卷一下 光武帝紀 第一下     | Letopisi cesarja Guangvuja                                      | Cesar Guangvu iz Hana |
| Zvezek 2           | 卷二 顯宗孝明帝紀 第二     | Letopisi cesarja Šjandzong Šjaominga                            | Cesar Ming iz Hana |
| Zvezek 3           | 卷三 肅宗孝章帝紀 第三     | Letopisi cesarja Sudzong Šjaodžanga                             | Cesar Džang iz Hana |
| Zvezek 4           | 卷四 孝和孝殤帝紀 第四     | Letopisi cesarja Šjaoheja in cesarja Šjaošanga                  | Cesar He iz Hana, cesar Šang iz Hana |
| Zvezek 5           | 卷五 孝安帝紀 第五         | Letopisi cesarja Šjaoana                                        | Cesar An iz Hana |
| Zvezek 6           | 卷六 孝順孝沖孝質帝紀 第六 | Letopisi cesarja Šjaošuna, cesarja Šjaočonga, cesarja Šjaodžija | Cesar Šun iz Hana, cesar Čong iz Hana, cesar Dži iz Hana                                                                                    |
| Zvezek 7           | 卷七 孝桓帝紀 第七         | Letopisi cesarja Šjaohuana                                      | Cesar Huan iuz Hana |
| Zvezek 8           | 卷八 孝靈帝紀 第八         | Letopisi cesarja Šjaolinga                                      | Cesar Ling iz Hana |
| Zvezek 9           | 卷九 孝獻帝紀 第九         | Letopisi cesarja Šjaošjana                                      | Cesar Šjan iz Hana, Liu Bian |
| Zvezek 10 (1. del) | 卷十上 皇后紀 第十上       | Letopisi cesaric                                                | Guo Šengtong, Jin Lihua, Ma, soproga Džja, Dou, Jin, Deng Suj                                                                               |
| Zvezek 10 (2. del) | 卷十下 皇后紀 第十下       | Letopisi cesaric                                                | Jan Dži, Ljang Na, lepa gospa Ju, gospa Čen, cesarica vdova Jan Ming, Ljang Nujing, Deng Mengnu, Dov Miao, Dong, Song, He, Fu Šov, Cao Džje |

### Biografije (列傳)
| #                  | Naslov                                     | Prevod                                                                           | Komentar |
| ------------------ | ------------------------------------------ | -------------------------------------------------------------------------------- | --- |
| Zvezek 11          | 卷十一 劉玄劉盆子列傳 第一                 | Biografiji Liu Šuana in Liu Pendzija                                             | |
| Zvezek 12          | 卷十二 王劉張李彭盧列傳 第二               | Biografije Vanga, Liuja, Džanga, Lija, Penga in Luja                             | Vang Čang (王昌), Liu Jong (劉永), Pang Meng (龐萌), Džang Bu ; (張步), Vang Hong (王閎), Li Šjan (李憲), Peng Čong (彭寵), Lu Fang (盧芳) |
| Zvezek 13          | 卷十三 隗囂公孫述列傳 第三                 | Biografiji Vej Šjaa in Gongsun Šuja                                              | |
| Zvezek 14          | 卷十四 宗室四王三侯列傳 第四               | Biografije cesarskega klana, štirih princev in treh markiz                       | Liu Jan, Liu Šing (劉興), Liu Liang (劉良). Liu Dži (劉祉), Liu Ši (劉歙), Liu Ci (劉賜), Liu Šun (劉順), Liu Džja (劉嘉) |
| Zvezek 15          | 卷十五 李王鄧來列傳 第五                   | Biografije Lija, Vanga, Deng in Laja                                             | Li Tong (李通), Vang Čang (王常), Deng Čen (鄧晨), Laj Ši (來歙) |
| Zvezek 16          | 卷十六 鄧寇列傳 第六                       | Biografiji Denga in Koua                                                         | Deng Ju, Kou Šun (寇恂) |
| Zvezek 17          | 卷十七 馮岑賈列傳 第七                     | Biografije Fenga, Cena in Džia                                                   | Feng J, Cen Peng (岑彭), Džja Fu (賈復) |
| Zvezek 18          | 卷十八 吳蓋陳臧列傳 第八                   | Biografije Vuja, Gaja, Čena in Dzanga                                            | Vu Han, Gaj Jan (蓋延), Čen Džun (陳俊), Dzang Gong (臧宮) |
| Zvezek 19          | 卷十九 耿弇列傳 第九                       | Biografija Geng Jana                                                             | |
| Zvezek 20          | 卷二十 銚期王霸祭遵列傳 第十               | Biografije Tjao Čija, Vang Baja in Džaj Dzuna                                    | |
| Zvezek 21          | 卷二十一 任李萬邳劉耿列傳 第十一           | Biografije Rena, Lija, Vana, Pija, Liuja in Genga                                | Ren Guang (任光), Li Džong (李忠), Van Šju (萬脩), Pi Tong (邳彤), Liu Dži (劉植), Geng Čun (耿純) |
| Zvezek 22          | 卷二十二 朱景王杜馬劉傅堅馬列傳 第十二     | Biografije Džuja, Džinga, Vanga, Duja, Maja, Liuja, Fuja, Džjana in Maja         | Džu Jou (朱祐), Džing Dan (景丹), Vang Ljang (王梁), Du Mao (杜茂), Ma Čeng (馬成), Liu Long (劉隆), Fu Džun (傅俊), Džjan Tan (堅鐔), Ma Vu (馬武) |
| Zvezek 23          | 卷二十三 竇融列傳 第十三                   | Biografija Dou Ronga                                                             | Dou Rong (竇融), Dou Gu, Dou Šjan, Dou Džang (竇章) |
| Zvezek 24          | 卷二十四 馬援列傳 第十四                   | Biografija Ma Juana                                                              | |
| Zvezek 25          | 卷二十五 卓魯魏劉列傳 第十五               | Biografije Džuoja, Lua, Veja in Liuja                                            | Džuo Mao (卓茂), Lu Gong (魯恭), Vej Ba (魏霸), Liu Kuan (劉寬) |
| Zvezek 26          | 卷二十六 伏侯宋蔡馮趙牟韋列傳 第十六       | Biografije Fuja, Houja, Songa, Caja, Fenga, Džaoja, Mouja in Veja                | Fu Džan (伏湛), Hou Ba (侯霸), Song Hong (宋弘), Cai Mao (蔡茂), Guo He (郭賀), Feng Čin (馮勤), Džao Ši (趙憙), Mou Rong (牟融), Vej Biao (韋彪) |
| Zvezek 27          | 卷二十七 宣張二王杜郭吳承鄭趙列傳 第十七   | Biografije Šuana, Džanga, dveh Vangov, Duja, Vuja, Čenga, Dženga in Džaoja       | Šuan Bing (宣秉). Džang Džan (張湛), Vang Dan (王丹), Vang Lioang (王良), Du Lin (杜林), Guo Dan (郭丹), Vu Liang (吳良), Čeng Gong (承宮), Dženg Džun (鄭均), Džao Djan (趙典) |
| Zvezek 28 (1. del) | 卷二十八上 桓譚馮衍列傳 第十八上           | Biografiji Huan Tana in Feng Jana                                                | |
| Zvezek 28 (2. del) | 卷二十八下 馮衍傳 第十八下                 | Biografija Feng Jana                                                             | Feng Bao (馮豹) |
| Zvezek 29          | 卷二十九 申屠剛鮑永郅惲列傳 第十九         | Biografije Šentu Ganga, Bao Jonga in Dži Juna                                    | |
| Zvezek 30 (1. del) | 卷三十上 蘇竟楊厚列傳 第二十上             | Biografiji Su Džinga in Janh Houja                                               | |
| Zvezek 30 (2. del) | 卷三十下 郎顗襄楷列傳 第二十下             | Biografiji Lang Jija in Šjang Kaja                                               | |
| Zvezek 31          | 卷三十一 郭杜孔張廉王蘇羊賈陸列傳 第二十一 | Biografije Guoja, Duja, Konga, Džanga, Liana, Vanga, Suja, Janga, Džiaja in Luja | [Guo Dži (郭伋), Du Ši, Kong Fen (孔奮), Džang Kan (張堪), Lian Fan (廉范), Vang Tang (王堂), Su Džang (蘇章), Jang Šu (羊續), Džja Cong (賈琮), Lu Kang (陸康) |
| Zvezek 32          | 卷三十二 樊宏陰識列傳 第二十二             | Biografiji Fan Honga in Jin Šija                                                 | |
| Zvezek 33          | 卷三十三 朱馮虞鄭周列傳 第二十三           | Biografije Džuja, Fenga, Juja, Dženga in Džova                                   | Džu Fu (朱浮), Feng Fang (馮魴), Ju Jan (虞延), Dženg Hong (鄭弘), Džov Džang (周章) |
| Zvezek 34          | 卷三十四 梁統列傳 第二十四                 | Biografija Liang Tonga                                                           | |
| Zvezek 35          | 卷三十五 張曹鄭列傳 第二十五               | Biografije Džanga, Caoja in Dženga                                               | Džang Čun, Džang Fen (張奮), Cao Bao (曹褒), Dženg Šuan |
| Zvezek 36          | 卷三十六 鄭范陳賈張列傳 第二十六           | Biografije Dženga, Fana, Čena, Džija in Džanga                                   | Dženg Šing (鄭興), Dženg Džong (鄭衆), Fan Šeng (范升); Čen Juan (陳元), Džja Kuj (賈逵), Džang Ba (張霸), Dženg Kaj (張楷), Džang Daoling, Džang Šuan (張玄) |
| Zvezek 37          | 卷三十七 桓榮丁鴻列傳 第二十七             | Biografiji Huan Ronga in Ding Honga                                              | |
| Zvezek 38          | 卷三十八 張法滕馮度楊列傳 第二十八         | Biografije Džanga, Faja, Tenga, Fenga, Duja in Janga                             | Džang Dzong (張宗), FaŠiong (法雄), Teng Fu (滕撫), Feng Gun (馮緄), Du Šang (度尚), Jang Šuan (楊璿) |
| Zvezek 39          | 卷三十九 劉趙淳于江劉周趙列傳 第二十九     | Biografije Liuja, Džaoja, Čunjuja, Liuja, Džova in Džaoja                        | Liu Ping (劉平), Džao Šjao (趙孝), Čunju Gong (淳于恭), Džjang Ge (江革), Liu Ban (劉般), Džov Pan (周磐), Džao Dzi (趙咨) |
| Zvezek 40 (1. del) | 卷四十上 班彪列傳 第三十上                 | Biografija Ban Biaoja                                                            | |
| Zvezek 40 (2. del) | 卷四十下 班彪列傳 第三十下                 | Biografija Ban Biaoja                                                            | Ban Gu |
| Zvezek 41          | 卷四十一 第五鍾離宋寒列傳 第三十一         | Biografije Divuja, Džonglija, Songa in Hana                                      | Divu Lun (第五倫), Džongli Ji (鍾離意), Song Džun (宋均), Han Lang (寒朗) |
| Zvezek 42          | 卷四十二 光武十王列傳 第三十二             | Biografije desetih princev Guangvuja                                             | Liu Džiang (劉彊), Liu Fu (劉輔), Liu Kang (劉康), Liu Jan (劉延), Liu Jan (Džongšan, 劉焉), Liu Jing, Liu Cang (劉蒼), Liu Džing (劉荊), Liu Heng (劉衡), Liu Džing (劉京) |
| Zvezek 43          | 卷四十三 朱樂何列傳 第三十三               | Biografije Džuja, Jueja in Heja                                                  | Džu Hui (朱暉), Sun Mu (孫穆), Jue Hui (樂恢), He Čang (何敞) |
| Zvezek 44          | 卷四十四 鄧張徐張胡列傳 第三十四           | Biografije Denga, Džanga, Šuja, Džanga in Huja                                   | Deng Biao (鄧彪), Džang Ju (張禹), Šu Fang (徐防), Džao Min (張敏), Hu Guang (胡廣) |
| Zvezek 45          | 卷四十五 袁張韓周列傳 第三十五             | Biografije Juana, Džanga, Hana in Džova                                          | Juan An, Juan Džing (袁京), Juan Čang (袁敞), Džang Pu (張酺), Han Leng (韓棱), Džov Rong (周榮) |
| Zvezek 46          | 卷四十六 郭陳列傳 第三十六                 | Biografiji Guoja in Čena                                                         | Guo Gong (郭躬), Čen Čong (陳寵) |
| Zvezek 47          | 卷四十七 班梁列傳 第三十七                 | Biografiji Bana in Lianga                                                        | Ban Čao, Liang Džin (梁慬) |
| Zvezek 48          | 卷四十八 楊李翟應霍爰徐列傳 第三十八       | Biografije Janga, Lija, Dija, Jinga, Huoja, Juana in Šuja                        | Jang Džong (楊終), Li Fa (李法), Di Pu (翟酺), Jing Feng (應奉), JIng Šao, Huo Šu (霍諝), Juan Jan (爰延), Šu Čju (徐璆) |
| Zvezek 49          | 卷四十九 王充王符仲長統列傳 第三十九       | Biografije Vang Čonga, Vang Fuja in Džongčang Tonga                              | |
| Zvezek 50          | 卷五十 孝明八王列傳 第四十                 | Biografije osmih princev Šjaominga                                               | Liu Džjan (劉建), Liu Šjan (劉羨), Liu Gong (劉恭), Liu Dang (劉黨), Liu Jan (劉衍), Liu Čang (劉暢), Liu Bing (劉昞), Liu Čang (劉長) |
| Zvezek 51          | 卷五十一 李陳龐陳橋列傳 第四十一           | Biografije Lija, Čena, Panga, Čena in Čiaoja                                     | Li Šun (李恂), Čen Šan (陳禪), Pang Šen (龐參), Čen Gui (陳龜), Čiao Šuan |
| Zvezek 52          | 卷五十二 崔駰列傳 第四十二                 | Biografija Cui Jina                                                              | |
| Zvezek 53          | 卷五十三 周黃徐姜申屠列傳 第四十三         | Biografije Džova, Huanga, Šuja, Džjanga in Šentuja                               | Džov Šje (周燮), Huang Šjan (黃憲), Šu Dži (徐稺), Džjang Gong (姜肱), Šentu Pan (申屠蟠) |
| Zvezek 54          | 卷五十四 楊震列傳 第四十四                 | Biografija Jang Džena                                                            | |
| Zvezek 55          | 卷五十五 章帝八王傳 第四十五               | Biografije osmih princev cesarja Džanga                                          | Liu Kang (劉伉), Liu Čuan (劉全), Liu Čing, Liu Šou (劉壽), Liu Kai (劉開), Liu Šu (劉淑), Liu Vansuj (劉萬歳), Liu Šeng (劉勝) |
| Zvezek 56          | 卷五十六 張王種陳列傳 第四十六             | Biografije Džanga, Vanga, Džonga in Čena                                         | Džang Hao (張晧), Vang Gong (王龔), Džong Gao (種暠), Čen Čju (陳球) |
| Zvezek 57          | 卷五十七 杜欒劉李劉謝列傳 第四十七         | Biografije Duja, Luana, Liuja, Lija in Šjeja                                     | Du Gen (杜根), Luan Ba (欒巴), Liu Tao (劉陶), Li Jun (李雲), Li Ju (劉瑜), Šje Bi (謝弼) |
| Zvezek 58          | 卷五十八 虞傅蓋臧列傳 第四十八             | Biografije Juja, Fuja, Gaija in Dzanga                                           | Ju Šu (虞詡), Fu Šje (傅燮), Gaj Šun (蓋勳), Dzang Hong (臧洪) |
| Zvezek 59          | 卷五十九 張衡列傳 第四十九                 | Biografija Džang Henga                                                           | |
| Zvezek 60 (1. del) | 卷六十上 馬融列傳 第五十上                 | Biografija Ma Ronga                                                              | |
| Zvezek 60 (2. del) | 卷六十下 蔡邕列傳 第五十下                 | Biografija Caj Jonga                                                             | |
| Zvezek 61          | 卷六十一 左周黃列傳 第五十一               | Biografije Dzuoja, Džova in Huanga                                               | Dzuo Šjong (左雄), Džov Džu (周舉), Džov Šie (周勰), Huang Čjong (黃瓊), Huang Van (黃琬) |
| Zvezek 62          | 卷六十二 荀韓鍾陳列傳 第五十二             | Biografije Šuna, Hana, Džonga in Čena                                            | Šun Šu, Šun Šuang, Šun Jue, Han Šao (韓韶), Džong Hao (鍾皓), Čen Ši (陳寔), Čen Dži (陳紀) |
| Zvezek 63          | 卷六十三 李杜列傳 第五十三                 | Biografije Lija in Duja                                                          | Li Gu (李固), Du Čiao (杜喬) |
| Zvezek 64          | 卷六十四 吳延史盧趙列傳 第五十四           | Biografije Vujam Jana, Šija, Luja in Džaoja                                      | Vu Jou (吳祐), Jan Du (延篤), Ši Bi (史弼), Lu Dži, Džao Či |
| Zvezek 65          | 卷六十五 皇甫張段列傳 第五十五             | Biografije Huangfuja, Džanga in Duana                                            | Huangfu Gui (皇甫規), Džang Huan (張奐), Duan Džiong (段熲) |
| Zvezek 66          | 卷六十六 陳王列傳 第五十六                 | Biografije Čena in Vanga                                                         | Čen Fan, Vang Jun |
| Zvezek 67          | 卷六十七 黨錮列傳 第五十七                 | Biografije zagovornikov prohibicij                                               | Liu Šu (劉淑). Li Jing, Du Mi (杜密), Liu Jou (劉佑), Vej Lang (魏朗), Šja Fu (夏馥), Dzong Ci (宗慈), Ba Su (巴肅), Fan Pang (范滂), Jin Šun (尹勳), Caj Jan (蔡衍), Jang Dži (羊陟), Džang Džjan (張儉), Cen Dži (岑晊), Čen Šjang (陳翔), Tan Fu (檀敷), Liu Ru (劉儒), Džja Biao (賈彪), He Jong |
| Zvezek 68          | 卷六十八 郭符許列傳 第五十八               | Biografije Guoja, Fuja in Šuja                                                   | Guo Tai (郭泰), Fu Rong (符融), Šu Šao |
| Zvezek 69          | 卷六十九 竇何列傳 第五十九                 | Biografiji Douja in Heja                                                         | Dou Vu, He Džin |
| Zvezek 70          | 卷七十 鄭孔荀列傳 第六十                   | Biografije Dženga, Konga in Šuna                                                 | Dženg Tai (鄭泰), Kong Rong, Šun Ju |
| Zvezek 71          | 卷七十一 皇甫嵩朱鑈列傳 第六十一           | Biografiji Huangfu Songa in Džu Džuna                                            | |
| Zvezek 72          | 卷七十二 董卓列傳 第六十二                 | Biografija Dong Džuoja                                                           | |
| Zvezek 73          | 卷七十三 劉虞公孫瓚陶謙列傳 第六十三       | Biografije Liu Juja, Gongsun Dzana in Tao Čjana                                  | |
| Zvezek 74 (1. del) | 卷七十四上 袁紹劉表列傳 第六十四上         | Biografiji Juan Šaoja in Liu Biaoja                                              | |
| Zvezek 74 (2. del) | 卷七十四下 袁紹劉表列傳 第六十四下         | Biografiji Juan Šaoja in Liu Biaoja                                              | |
| Zvezek 75          | 卷七十五 劉焉袁術呂布列傳 第六十五         | Biografije Liu Jana, Juan Šuja in Li Buja                                        | |
| Zvezek 76          | 卷七十六 循吏列傳 第六十六                 | Biografije pokončnih uradnikov                                                   | Vej Sa (衛颯), Vanfg Džing (王景), Šin Peng (秦彭), Vang Huan (王渙), Šu Džing (許荊), Meng Čang (孟嘗), Divu Fang (第五訪), Liu Džu (劉矩), Liu Čong (劉寵), Čiu Lan (仇覽), Tong Hui (童恢), Di Ji (弟翊) |
| Zvezek 77          | 卷七十七 酷吏列傳 第六十七                 | Biografije okrutnih uradnikov                                                    | Dong Šuan (董宣), Fan Je (樊曄), Li Džang (李章), Džov Dzi (周錙), Huang Čang (黃昌), Jang Čju (陽球), Vang Dži (王吉) |
| Zvezek 78          | 卷七十八 宦者列傳 第六十八                 | Biografije evnuhov                                                               | Dženg Džong (鄭眾), Cai Lun, Sun Čeng, Cao Teng, Šan Čao (單超), Hou Lan, Cao Džje, Šen Džong (審忠), Li Čjang (呂強), Džang Rang |
| Zvezek 79 (1. del) | 卷七十九上 儒林列傳 第六十九上             | Biografije konfucijskih učenjakov                                                | Liu Kun (劉昆), Dzi Die (子軼), Va Dan (窪丹), Jang Hong (陽鴻), Ren An (任安), Jang Dženg (楊政), Džang Šing (張興), Dai Ping (戴憑), Vej Man (魏滿), Sun Či (孫期), Oujang Ši (歐陽歙), Cao Dzeng (曹曾), Song Deng (宋登), Džang Šun (張馴), Jin Min (尹敏), Džov Fang (周防), Kong Ši (孔僖), Jang Lun (楊倫) |
| Zvezek 79 (2. del) | 卷七十九下 儒林列傳 第六十九下             | Biografije kunfucijskih učenjakov                                                | Gao Šu (高詡), Bao Šjan (包鹹), Vej Jing (魏應), Fu Gong (伏恭), Ren Mo (任末), Džing Luan (景鸞), Šue Han (薛漢), [Du Fu (杜撫), Džao Šun (召馴), Jang Ren (楊仁), Džao Je (趙曄), Ši Šan (時山), Dong Džun (董鈞), Ding Gong (丁恭), Džov Dze (周澤), Džang Kan (張堪), Džong Šing (鐘興), Džen Ju (甄宇), Lou Vang (樓望), Čeng Dzeng (程曾), Džang Šuan (張玄)., Li Ju (李育), He Šju (何休), Fu Čjan (服虔), Jing Rong (穎容), Šje Gai (謝該), Šu Šen, Caj Šuan (蔡玄) |
| Zvezek 80 (1. del) | 卷八十上 文苑列傳 第七十上                 | Biografije pisteljev                                                             | Du Du (杜篤), Vang Long (王隆), Šja Gong (夏恭), Fu JI (傅毅), Huang Šjang (黃香), Liu Ji (劉毅), Li Jou (李尤), Su Šun (蘇順), Liu Džen (劉珍), Ge Gong (葛龔), Vang Ji (王逸), Cui Či (崔琦), Bian Šao (邊韶) |
| Zvezek 80 (2. del) | 卷八十下 文苑列傳 第七十下                 | Biografije pisateljev                                                            | Džang šENG (張升), Ši Džun (仕郡), Džao Ji (趙壹), [Liu Liang (劉梁), Bian Rang (邊讓), Li Jan (酈炎), Hou Džin (侯瑾), Gao Biao (高彪), Džang Čao (張超), Mi Heng |
| Zvezek 81          | 卷八十一 獨行列傳 第七十一                 | Biografije samotarjev                                                            | Čjao Šuan (譙玄), Li Je (李業), Liu Ma (劉茂), Ven Šu (溫序), Peng Šju (彭修), Suolu Fang (索盧放), Džov Džja (周嘉), Fa Ši (範式), Li Šan (李善), Vang Tun (王忳), Ling Šu (陵續)., Li Čong (李充), Miao Rong (繆肜), Čen Džong (陳重), Lei Ji (雷義), Fan Ran (范冉), Dai Džiu (戴就), Džao Bao (趙苞), Šjang Šu (向栩), Ljang Fu (諒輔), Liu Ji (劉翊), Vang Lie (王烈)                                                                                                  |
| Zvezek 82 (1. del) | 卷八十二上 方術列傳 第七十二上             | Biografije alkimistov                                                            | Ren Vengong (任文公), Guo Šjan (郭憲), Šu Jang (許楊), Gao Huo (高獲), Vang Čiaodže (王喬者), Šia Jivu (謝夷吾), Jang Jou (楊由), Li Nan (李南), Li He (李合), Feng Džov (馮冑), Duan Ji (段翳), liao Fu (廖扶), Dže Šjang (折像), Fan Jing (樊英) |
| Zvezek 82 (2. del) | 卷八十二下 方術列傳 第七十二下             | Biografije alkimistov                                                            | Tang Tan (唐檀), Gongša Mu (公沙穆), Šu Man (許曼), Džao Jan (趙彥), Fan Džidžang (志張), Šan Jang (單揚), Man Šuo (韓說), Dong Fu (董扶), Guo Ju (郭玉), Hua Tuo, Šu Deng (徐登); Fei Čangfang (費長房), Dži Dzišun (薊子訓), Liu Gen (劉根), Džuo Ci, Dži Dzišun (計子勳), Vang Heping (王和平) |
| Zvezek 83          | 卷八十三 逸民列傳 第七十三                 | Biografije puščavnikov                                                           | Šjang Čang (向長), Feng Meng (逢萌), Džov Dang (周黨), Vang Ba (王霸), Jan Guang (嚴光), Džing Dan (井丹), Liang Hong (梁鴻), Gao Feng (高鳳), Tai Tong (台佟), Han Kang (韓康), Džiao Šen (矯慎), Dai Liang (戴良), Fa Džen (法真), Pang Degong (龐公) |
| Zvezek 84          | 卷八十四 列女傳 第七十四                   | Biografije zglednih žensk                                                        | |
| Zvezek 85          | 卷八十五 東夷列傳 第七十五                 | Razprava o Dongjijih                                                             | Fuju, Sušen, Gogurjeo, Okdžeo, Huimo, Sanhan, Va |
| Zvezek 86          | 卷八十六 南蠻西南夷列傳 第七十六           | Razprava o Nanmanu, juugozahodnih barbarih                                       | |
| Zvezek 87          | 卷八十七 西羌傳 第七十七                   | Razprava o Čjangih                                                               | Čjangi |
| Zvezek 88          | 卷八十八 西域傳 第七十八                   | Razprava o zahodnih regijah                                                      | Kraljestvo Hotan, Selevkidsko cesarstvo (Tjaodži), Partsko cesarstvo (Anši), Dakin, Juedži, Tjandžu, Alani (Jancei), Kašgar (Šule), Džuši |
| Zvezek 89          | 卷八十九 南匈奴列傳 第七十九               | Razprava o južnem Šjongnuju                                                      | |
| Zvezek 90          | 卷九十 烏桓鮮卑列傳 第八十                 | Razprava o Vuhuanu, Šjanbej                                                      | |

### Zapisi (志)
| #          | Naslov          | Prevod                                         | Komentar |
| ---------- | --------------- | ---------------------------------------------- | -------- |
| Zvezek 91  | 第一 律曆上     | Ena: Ritem in koledar, prvi del                |          |
| Zvezek 92  | 第二 律曆中     | Dva: Ritem in koledar, drugi del               |          |
| Zvezek 93  | 第三 律曆下     | Tri: Ritem in koledar, tretji del              |          |
| Zvezek 94  | 第四 禮儀上     | Štiri: Bonton, prvi del                        |          |
| Zvezek 95  | 第五 禮儀中     | Pet: Bonton, drugi del                         |          |
| Zvezek 96  | 第六 禮儀下     | Šest: Bonton, trtji del                        |          |
| Zvezek 97  | 第七 祭祀上     | Sedem: Rituali in čaščenje, prvi del           |          |
| Zvezek 98  | 第八 祭祀中     | Osem: Rituali in čaščenje, drugi del           |          |
| Zvezek 99  | 第九 祭祀下     | Devet: Rituali in čaščenje, tretji del         |          |
| Zvezek 100 | 第十 天文上     | Deset: Astronomija, prvi del                   |          |
| Zvezek 101 | 第十一 天文中   | Enajst: Astronomija, drugi del                 |          |
| Zvezek 102 | 第十二 天文下   | Dvanajst: Astronomija, tretji del              |          |
| Zvezek 103 | 第十三 五行一   | Trinajst: Pet elementov, prvi del              |          |
| Zvezek 104 | 第十四 五行二   | Štirinajst: Pet elementov, drugi del           |          |
| Zvezek 105 | 第十五 五行三   | Petnajst: Pet elementov, tretji del            |          |
| Zvezek 106 | 第十六 五行四   | Šestnajst: Pet elementov, četrti del           |          |
| Zvezek 107 | 第十七 五行五   | Sedemnajst: Pet elementov, peti del            |          |
| Zvezek 108 | 第十八 五行六   | Osemnajst: Pet elementov, šesti del            |          |
| Zvezek 109 | 第十九 郡國一   | Devetnajst: Poveljstva in države, prvi del     |          |
| Zvezek 110 | 第二十 郡國二   | Dvajset: Poveljstva in države, drugi del       |          |
| Zvezek 111 | 第二十一 郡國三 | Enaindvajset: Poveljstva in države, tretji del |          |
| Zvezek 112 | 第二十二 郡國四 | Dvaindvajset: Poveljstva in države, četrti del |          |
| Zvezek 113 | 第二十三 郡國五 | Triindvajset: Poveljstva in države, peti del   |          |
| Zvezek 114 | 第二十四 百官一 | Štiriindvajset: Uradniki, prvi del             |          |
| Zvezek 115 | 第二十五 百官二 | Petindvajset: Uradniki, drugi del              |          |
| Zvezek 116 | 第二十六 百官三 | Šestindvajset: Uradniki, tretji del            |          |
| Zvezek 117 | 第二十七 百官四 | Sedemindvajset: Uradniki, četrti del           |          |
| Zvezek 118 | 第二十八 百官五 | Osemindvajset: Uradniki, peti del              |          |
| Zvezek 119 | 第二十九 輿服上 | Devetindvajset: Oblačenje, prvi del            |          |
| Zvezek 120 | 第三十 輿服下   | Trideset: Oblačenje, drugi del                 |          |